# Frédéric Jacques Temple
Pour les articles homonymes, voir Temple.
Frédéric Jacques Temple, né le 18 août 1921 à Montpellier et mort le 5 août 2020 à Aujargues dans le Gard, est un écrivain et poète français.
Son œuvre comprend des poèmes (recueillis en 1989 dans une Anthologie personnelle, puis en 2020 dans  La Chasse infinie et autres poèmes), des romans, des récits de voyage et des essais.
On lui doit également des traductions de l'anglais (Thomas Hardy, David Herbert Lawrence, Henry Miller, Lawrence Durrell…) et de l'italien (Rino Cortiana).

## Biographie
Il est le fils d'Emmanuel Temple et de Geneviève Bosc.
À Montpellier, sa ville natale, Frédéric Jacques Temple est pensionnaire au collège de l'Enclos Saint-François où, dira-t-il, « la musique et l'art comptaient autant que les études ». Il transformera ce lieu aujourd'hui disparu en mythe personnel dans L'Enclos.
À partir de décembre 1943, il participe, avec le corps expéditionnaire français du général Juin, à la campagne d'Italie (les Abruzzes, Mont Cassin, le Garigliano). Il sert comme brigadier au sein du 3e régiment des spahis algériens (3e RSA) de reconnaissance de la 3e division d’infanterie algérienne (3e DIA), commandée par le général de Monsabert. Brigadier devenu maréchal des logis en 1945, il dirige un peloton d'automitrailleuse M8 de reconnaissance. 
De cette expérience de la guerre, qui le marque profondément, témoignent un récit comme La Route de San Romano et ses Poèmes de guerre.
Démobilisé, il devient journaliste au Maroc, puis à Montpellier. En 1954, il est nommé à la direction de la Radiodiffusion-télévision française (RTF, puis ORTF et FR3) pour le Languedoc-Roussillon. Il occupera ces fonctions jusqu'en 1986.
La rencontre de Blaise Cendrars, en 1949, est décisive dans sa vocation d'écrivain. Il lui rendra souvent hommage, notamment dans son poème « Merry-go-round ». Comme l'auteur du Transsibérien, Temple est un « poète du monde entier », passionné de nouveaux départs, de rencontres et de découvertes. Tout en étant profondément inscrite dans sa région natale, l'œuvre de cet homme du Sud, qui se présentait comme un Occitan de langue française, n'a jamais cessé de s'ouvrir sur d'autres horizons (États-Unis, Québec, Brésil, Italie, Russie) et ce goût insatiable du voyage a pu le faire considérer comme un poète américain.
Cette ouverture au monde se manifeste dans ses amitiés sans frontières avec Henry Miller, Henk Breuker, Curzio Malaparte, Joseph Delteil, Richard Aldington, Camilo José Cela, Lawrence Durrell, Jean Carrière, Gaston Miron ou Max Rouquette.
Ami des peintres (Jean Hugo, Albert Ayme, Vincent Bioulès, Jean-Pierre Blanche, Alain Clément, Pierre Soulages, Pierre Cayol…), il a très souvent collaboré avec eux pour réaliser des livres-objets précieux et recherchés.
Dès son enfance, Temple a été un dévoreur de livres, fasciné par les romanciers de l'aventure (Jules Verne, James Fenimore Cooper, Joseph Conrad, Herman Melville), les écrivains qui procèdent à l'inventaire du monde (François Rabelais, Walt Whitman) et les « héros doubles », comme Jack London, Arthur Rimbaud ou Cendrars, pour lesquels « l'écrire n'est qu'une des nombreuses formes du vivre. » Plus soucieux des forces élémentaires que des théories littéraires, prenant le risque d'être parfois incompris, il s'est tenu à l'écart des doctrines qui voient dans la poésie un pur exercice de l'esprit.
Dans sa « chasse infinie », ce collectionneur passionné ne cesse de recueillir ce que proposent à sa gourmandise l'histoire naturelle, l'archéologie, la musique, la peinture, le voyage, l'amour ou la gastronomie.
L’Académie française lui décerne le prix Roland de Jouvenel en 1993 pour l'ensemble de son œuvre de critique et de traducteur et le prix Paul-Verlaine en 2007 pour l'ensemble de son œuvre.
Frédéric Jacques Temple a reçu en 2003 le grand prix de poésie de la SGDL (Société des gens de lettres) et en 2013 le prix Guillaume-Apollinaire, considéré comme le prix Goncourt de la poésie. Il est membre du comité d'honneur de la Maison internationale des poètes et des écrivains de Saint-Malo.
Il est le père de trois enfants, Frédéric, Véronique et Christophe, nés de son premier mariage avec Éliane Duponchelle en 1947. À partir de 1971, il partage la vie de Brigitte Portal et de ses deux enfants, Pierre et Matthieu Charvet. Devenu compositeur, Pierre, a mis en musique certains de ses poèmes ; la mezzo-soprano, Adèle Charvet, la fille de Pierre, et lui-même évoquent souvent le rôle qu'à joué Frédéric-Jacques Temple dans le développement de leur vocation artistique.

## Œuvre
- 2014 : Abécédaire Frédéric Jacques Temple, Montpellier, Presses universitaires de la Méditerranée Choix des textes : Pierre-Marie Héron, Claude Leroy, Gérard Lieber avec la collaboration de sa femme, Brigitte Portal. 200 exemplaires hors commerce.

### Poèmes
- 1945 : Seul à bord, Franz Burda, Offenburg, édition privée.
- 1946 : Sur mon cheval, Alger, Edmond Charlot.
  - Sur mon cheval, Pézenas, Domens, postface de Claude Leroy, 2021. Réédition en fac-similé.
- 1949 : L’Oiseau-rhume, saynètes. Montpellier, La Murène.
- 1951 :
  - L’Ocellé, linogravure de Fermin Altimir. Montpellier, La Licorne.
  - Le Figuier, linogravure de Paul Rey. Montpellier, La Licorne.
  - Fog-Horn, Cahier de la Revue Neuve. Paris, René Debresse.
    - Foghorn, édition augmentée, avec une préface de Lawrence Durrell, traduction de Nami Greene, Santa Barbara, The Capricorn Press, 1971.
    - Foghorn, édition définitive, Paris, Bernard Grasset, 1975 — Prix des Volcans.
- 1966 : L’Hiver, livre accordéon, illustrations d’Alain Clément. Montpellier, La Murène.
- 1968 : Fleurs du silence, Bruxelles, Henry Fagne.
- 1969 : Les Œufs de sel, gravure de Mario Prassinos. Paris, Guy Chambelland.
- 1974 : Les Grands Arbres, monochrome blanc d’Albert Ayme, Paris, Guy Chambelland.
- 1975 : Un long voyage. Venezia, San Lazzaro degli Armeni.
- 1978 : Corsiques, illustration de Gaston Planet. Nantes, collection du Colvert.
- 1983 : Villages au Sud, Dammard, L’Arbre.
- 1986 : Saisons, coll. « Philies », Marseille, Sud.
- 1987 : Courage, gravure de Dagmar Martens. L’Isle-sur-Sorgue, La Balance.
- 1989 : 
  - Dix poèmes pour l’Art de la Fugue, illustrations de Jacques Bioulès. La Ferté-Milon, L’Arbre.
  - Anthologie personnelle (Fleurs du Silence, Les Œufs de sel, Les Grands arbres, Foghorn, Villages au sud, Paysages privés), portrait par Vincent Bioulès. Actes Sud, Arles ; réédition 2004 — Prix Valery-Larbaud 1990.
- 1990 : Ode à Santa Fe, lithographies d’Alain Clément, dépliant, Les Presses du Jardin, Nîmes.
- 1992 : Ulysse à ses chiens. Bruxelles, L’Arbre à paroles.
- 1993 : Poèmes américains, Remoulins-sur-Gardon, Jacques Brémond.
- 1994 : 
  - La Dive Bouteille, poème/calligramme, La Ferté-Milon, L’Arbre.
  - La Chasse infinie, poème, gravure de Dagmar Martens. La Sauveterre-du-Gard, La Balance.
    - La Chasse infinie, recueil, Paris, Granit, 1995.
    - La Chasse infinie, recueil revu et corrigé, avec un frontispice de Claude Viallat. Jacques Brémond.
- 1996 : 
  - Poèmes de guerre, coll. « Méditerranée vivante », Pézenas, Domens.
    - Poèmes de guerre, nouvelle édition augmentée, Pézenas, Domens, 2015.

  - Merry-go-round, sérigraphies de Philippe Blanc. Perpignan, Nahuja.
- 1998 : Calendrier du Sud, illustrations d’Alain Clément, coll. « Poésie en poche », Marseille, Autres Temps.
- 1999 : 
  - Boréales/Atlantique Nord, gravures de René Derouin. Montréal, Le Versant Nord.
  - Poëmas Poèmes, édition bilingue, traduction en occitan par Max Rouquette, linogravure de Fermin Altimir. Montpeyroux, Éditions Jorn.
  - En Brésil (carnet de route), bois de Dagmar Martens. Barriac, Éditions Trames.
- 2001 : 
  - Vers l’oubli, avec des dessins de Jacques Clauzel. Gallargues-le-Montueux, Éd. À travers.
  - Le désert brûle, avec des dessins de Jacques Clauzel. Gallargues-le-Montueux, Éd. À travers.
- 2002 : À l’ombre du figuier, gouaches d’Alain Clément. Fata Morgana.
- 2004 : Ode à Saint-Pétersbourg, sérigraphie de Pierre Soulages. Barriac en Rouergue, Éditions Trames.
- 2005 : Phares, balises et feux brefs, Marchainville, Proverbe.
  - Phares, balises & feux brefs, suivi de Périples, nouvelle édition augmentée, Paris, Éditions Bruno Doucey, 2012.
- 2006 : 
  - Un émoi sans frontières, accompagné d’un poème de Pierre Morency et d’une œuvre de René Derouin. Québec, Le lézard amoureux.
  - Sous les branches, gouaches d’Alain Clément, dépliant. Rochefort-du-Gard, Alain-Lucien Benoit.
  - Oiseau, illustrations de Sami Briss, sérigraphie sur papier Arches, Paris, Éditions Dima.
- 2007 : Venise toute d'eau, Montpellier, Fata Morgana. 30 ex. comportant chacun quatre peintures d'André-Pierre Arnal. Dédié à Rino Cortiana.
- 2008 : « Flâner à Venise », Europe no 945-946, janvier-février.
- 2011 : 
  - Profonds Pays, Obsidiane, coll. « Les Solitudes ».
  - À moi le ciste à feuilles de velours, illustrations d'Alain Clément, Montpellier, Fata Morgana, 45 ex.
- 2012 : Phares, balises & feux brefs, suivi de Périples, Paris, Éditions Bruno Doucey (prix Guillaume-Apollinaire 2013).
- 2015 : Poesie, seguito da Temple allo specchio, traduction en italien et postface par Rino Cortiana, édition bilingue, couverture d'Alain Clément, Venise, Cafoscarina.
- 2016 : Sizains, compositions d'Alain Clément. HC.
- 2017 : Dans l'erre des vents, Paris, Éditions Bruno Doucey.
- 2018 : Pierres levées, poèmes de Luis Mizon et Frédéric Jacques Temple, Montpellier, Éditions Méridianes, coll. Duo.
- 2019 : 
  - Poèmes en archipel, Alger, Apic éditions. Anthologie.
  - Tombeau d'Arthur Honegger, avec 2 linogravures d'Alain Clément, Barriac en Rouergue, Trames. 45 ex.
- 2020 : 
  - La Chasse infinie et autres poèmes (Foghorn, Un émoi sans frontières, Profonds Pays, Phares, balises & feux brefs, Périples, Poèmes de guerre),  édition de Claude Leroy, Paris, Poésie-Gallimard.
  - Meschacebé, avec des illustrations d'Alain Clément, leporello. Blauzac (Gard), Éditions Galerie Marina. 30 ex.
  - Les Îles du silence, avec des dessins d'Alain Clément, Blauzac (Gard), Éditions Galerie Marina. 30 ex.
  - Par le sextant du soleil, Paris, Éditions Bruno Doucey.
  - « Komboloï pour Blaise Cendrars », Constellation Cendrars, no 4, Paris, Classiques Garnier.

### Romans, récits, nouvelles
- 1975 : Les Eaux mortes, roman, Paris, Albin Michel, 1975. Prix Paul-Flat de l’Académie française 1975.
  - Réédition, Arles, Actes Sud, coll. « Babel », 1997.
- 1981 : 
  - Montpellier raconté aux enfants, récit, illustrations de Christine Le Bœuf. Arles, Actes Sud/A. Barthélémy.
  - Un cimetière indien, roman. Paris, Albin-Michel — Prix de la Société des gens de lettres (SGDL), prix des critiques littéraires.
    - Réédition, Actes Sud, coll. « Babel », 1996.
- 1992 : L’Enclos, roman. Arles, Actes Sud. — Prix de l’Académie de Bretagne.
  - Réédition, coll. « Babel », 2005.
- 1996 : La Route de San Romano, roman. Arles, Actes Sud.
- 1999 : Retour à Santa Fe, voyage. Marchainville, Proverbe.
- 2002 : Couleuvre mon amie, histoire, illustrations de François Bouët, Sommières, Les Contes du Gecko.
- 2003 : Le Chant des limules, récit, Arles, Actes Sud — Grand prix de la Société des gens de lettres.
- 2007 : Lazare, nouvelle, tirage limité de bibliophilie, sous étuis bois et plexiglas. Le Crès, La bibliothèque du lion.
- 2009 : Beaucoup de jours. Faux journal, Arles, Actes Sud.
- 2016 : Une longue vague porteuse. Carnet de bord ', Arles, Actes Sud.
- 2018 : Divagabondages, Arles, Actes Sud.

### Essais
- 1960 : David Herbert Lawrence : l’œuvre et la vie, biographie, préface de Richard Aldington. Paris, Pierre Seghers.
- 1963 : Célébration du maïs. Forcalquier, Robert Morel.
- 1965 : Henry Miller, coll. « Classiques du XXe siècle », Éd. universitaires, Paris.
  - Nouvelle édition, Régine Deforges, 1977.
  - Nouvelle édition, La Manufacture, 1986.
  - Nouvelle édition, Buchet/Chastel, 2004.
- 1969 : Entretiens, n° spécial Joseph Delteil (avant-propos)
- 1970 : Le Temps des assassins, d’Henry Miller (préface).
- 1973 : Entretiens, n° spécial Lawrence Durrell (préface).
- 1980 : Correspondance privée, Henry Miller-Joseph Delteil, 1935-1978. Paris, Pierre Belfond (préface, traductions et notes).
- 1981 : 
  - Poèmes choisis, de Blaise Cendrars. Belgrade, Sloboda (préface).
  - Poètes de Langue d’Oc, Vagabondages, Paris (préface).
- 1983 : Paul Gilson, ouvrage collectif. Lausanne, Le Front Littéraire (direction et préface).
- 1987 : 
  - Mort d’un héros, de Richard Aldington. Arles, Actes Sud (préface).
  - Le Tombeau de Medora, biographie. Lyon/Paris, La Manufacture ; réédité par Les Éditions de Paris, 2000.
- 1988 : Blaise Cendrars, n° spécial de la revue Sud, colloque du Centenaire à Cerisy-la-Salle, 1987 (avant-propos).
- 1995 : Correspondance 1934-1979, Blaise Cendrars et Henry Miller, Paris, Denoël (introduction).
- 2000 : Lettre à Curzio Malaparte. Remoulins sur Gardon, Jacques Brémond.
- 2007 : Souvenirs d’Edmond Charlot, entretiens avec Frédéric Jacques Temple, préface de Michel Puche. Pézenas, Domens.
- 2022 : Un Poète de la Folle Avoine. Papier découpé de Philippe Blanc. Remoulins sur Gardon, Jacques Brémond.

### Traductions
- 1952 : Matière, poèmes de Gerrit Achterberg, traduits du néerlandais avec Henk Breuker et François Cariès, Montpellier, La Licorne.
- 1954 : La Merveilleuse Aventure de Cabeza de Vaca, récit de Haniel Long, préface d’Henry Miller, lithographies d’Arthur Secunda. La Licorne, Montpellier ; réédité par P.J. Oswald, Paris, 1970, puis Hallier/Oswald, Paris, 1970, augmenté de Malinche, du même auteur
- 1960 : Le Cri du Phénix, un acte de Tennessee Williams, encres de Arthur Secunda, Montpellier, La Licorne.
- 1963 : Les Psaumes de la Création des Indiens Navahos, empreintes d’Odette Ducarre, Forcalquier, Éd. Robert Morel ; réédité en 1998 par Jean Le Mauve, Aizy-Jouy, L’Arbre.
- 1964 : 
  - Beccafico, récit de Lawrence Durrell. Montpellier, La Licorne.
  - La Descente du Styx, récit de Lawrence Durrell, avec le texte original, typographie de Jean Vodaine, Montpellier, La Murène.
- 1970 : Le Temps des assassins, essai sur Arthur Rimbaud, d’Henry Miller, Paris, Éd. P.J. Oswald, puis Hallier/Oswald ; réédité en 1984 dans la coll. « 10/18 », puis Denoël, 2000.
- 1974 : Un Faust irlandais, drame de Lawrence Durrell. Paris, Gallimard.
- 1977 : Neal Cassady (trad. de l'anglais), Fils de Clochard : récit de Neal Cassady, Paris, Pierre-Jean Oswald (1re éd. 1977) (ISBN 2717208968).
- 1990 : Poèmes du Wessex, de Thomas Hardy, coll. « Orphée », Paris, La Différence.
- 1991 : Henri Michaux, essai de Lawrence Durrell. Montpellier, Fata Morgana.
- 1993 : 
  - La Risée du temps, poèmes de Thomas Hardy, coll. « Orphée », Paris, La Différence.
  - Le Navire de mort, poèmes de D. H. Lawrence, coll. « Orphée », Paris, La Différence.
  - Chant de la plantation des Indiens Osages, poème-accordéon. La Ferté-Milon, L’Arbre.
- 1995 : Lettres à Emil, d’Henry Miller. Paris, Christian Bourgois, puis réédition coll. « 10/18 », 1999.
- 1997 : Chants sacrés des Indiens Pueblos. La Ferté-Milon, L’Arbre.
- 2004 : 
  - Correspondance Lawrence Durrell/Henry Miller. Paris, Buchet/Chastel.
  - La Toile et le Dragon (Hommage à Carpaccio), poèmes de Rino Cortiana. La Ferté-Milon, L’Arbre.
- 2007 : Lynx Lynx, poème de Rino Cortiana (extrait), Europe, no 937 (mai).
- 2012 : Poèmes du Wessex et autres poèmes, de Thomas Hardy, Paris, coll. « Poésie/Gallimard ». Réunion des deux volumes parus à La Différence en 1990 et 1993.
- 2015 : Lynx Lynx, poème de Rino Cortiana, Remoulins-sur-Gardon, Jacques Brémond.

### Radio, télévision

#### Émissions radiophoniques principales
- Du monde entier au cœur du monde (1949-1950).
- Entretiens avec Richard Aldington (1955).
- Centenaire des Feuilles d’herbe de Walt Whitman (1950).
- Entretiens avec Henry Miller (1961).
- Montpellier et le domaine anglais (1966), retransmis sur le Programme national.
- La Fin du monde, de Blaise Cendrars (adaptation) en 1949.
- Le Petit Retable de Don Cristobal, de Federico García Lorca (adaptation) en 1951.
- Georges Brassens par lui-même (première émission de longue durée accordée par Brassens), diffusion sur le Programme national le 21 décembre 1956.
- Mythes et réalités gitanes, 1969.

#### Émissions de télévision
- Rhapsodie languedocienne (Première chaîne, 1961)
- Chez Lawrence Durrell (Première chaîne, 1964)
- Le Théâtre Chichois (Deuxième chaîne, 1969)
- L’Itinéraire du Hussard (avec Jean Carrière, Deuxième chaîne, 1969)
- Le Monde merveilleux de Paul Gilson (avec Nino Frank, Deuxième chaîne, 1973), présenté hors festival à Cannes
- André Chamson ou La Terre promise (avec Jean Carrière, Deuxième chaîne 1973)
- Jean Hugo ou le Reflet du Paradis (avec Jacques Rouré, FR3, 1975)

#### Entretiens radiophoniques
- Cinq entretiens de Frédéric Jacques Temple avec Catherine Portevin, France Culture, émission À voix nue[8]

### Correspondance
- Henry Miller, Frère Jacques. Lettres à Frédéric Jacques Temple, Finitude, 2012.

## Fonds d'archives
La médiathèque centrale Émile-Zola à Montpellier reçoit depuis 2009 la donation Frédéric Jacques Temple. Ce fonds rassemble plus de 6 700 documents (photographies, correspondances, manuscrits, etc.) et continue de s'accroître.